# Joaquim Eulálio do Nascimento e Silva
Joaquim Eulálio do Nascimento e Silva (* 1. April 1883 in Araruama, Rio de Janeiro; † 1. Februar 1965) war ein brasilianischer Diplomat.

## Leben
Joaquim Eulalio do Nascimento e Silva war der Sohn von Maria Ignez do Nascimento e Silva und Francisco Eulálio do Nascimento e Silva. Er heiratete Lilian Margery. Ihre Söhne waren Geraldo Eulálio do Nascimento e Silva und Leonardo Eulálio do Nascimento e Silva.
Silva studierte am Colégio Alfred Gomes und schloss das Studium 1904 als Bachelor of Laws der Universidade Federal do Rio de Janeiro ab. Einige Jahre später war er Herausgeber des Jornal do Comércio und ab 1913 Korrespondent des A Noite in London. Am 30. Juni 1916 wurde er zum konsularischen Hilfsarbeiter ernannt und nach Paris entsandt, wo er vom 15. Juni 1916 bis zum 23. August 1918 tätig war. Einen Tag später folgte die Ernennung zum Konsul in Glasgow, wo er von 28. August 1918 bis 1. Juli 1922 die Exequatur hatte.
Nachdem Silva von 1923 bis 1926 eine Verwendung im Itamaraty gefunden hatte, wurde er von 1927 bis 1929 als Generalkonsul nach London versetzt. 1931 leitete er die Abteilung Wirtschaft und 
war 1933 Delegierter bei der Vorbereitung der Wirtschaftskonferenz in Washington, D.C. und der Weltwirtschafts- und Währungskonferenz in London.
Vom 11. Juli bis zum 11. September 1934 wurde Silva als außerordentlicher Gesandter und Ministre plénipotentiaire in Ankara akkreditiert und war teilweise zeitgleich vom 12. Juli bis zum 17. September 1934 als Gesandter für Kairo zuständig. Im Anschluss daran war er ebenfalls als Gesandter zunächst vom 14. September 1934 bis zum 1. Oktober 1936 in Athen, dann vom 1. Juni 1939 bis September 1939 in Warschau und schließlich bis 1940 in Paris eingesetzt.
Im Jahr 1941 leitete Silva als Vorsitzender das Komitee zur Verteidigung der brasilianischen Wirtschaft und ein Jahr später das Conselho Federal do Comércio Exterior. Von 1943 bis 1944 wurde Silva wieder als Gesandter nach Teheran beordert, bevor er vom 26. Mai 1944 bis zum 31. August 1946 als Botschafter nach Chongqing berufen wurde, wo er am 12. Juni 1944 bei Chiang Kai-shek akkreditiert wurde.

## Veröffentlichungen
- Brasil no século XX[5]